# Adolf Lorenz
Adolf Lorenz, född 21 april 1854 i Weidenau, Österreichisch-Schlesien, död 12 februari 1946 i Altenberg vid Wien, var en österrikisk kirurg, som 1889 blev e.o. professor i ortopedisk kirurgi vid Wiens universitet. Han gjorde sig känd för grundliga undersökningar om medfödda och förvärvade ställningsfel samt korrigerandet, med eller utan operativt ingrepp, av medfödd höftledsluxation. 

## Biografi
Lorenz studerade medicin vid Wiens universitet och arbetade därefter som assistent till kirurgen Eduard Albert (1841–1900) i Wien. År 1901 var han en av grundarna av German Society of Orthopaedic Surgery. Han var far till den berömde etologen Konrad Lorenz (1903–1989).
Lorenz gifte sig med sin assistent, läkaren Emma Lecher. Familjen ägde en stor egendom i Altenburg, inklusive en "fantastisk herrgård i nybarock stil" som Konrad Lorenz ärvde, och hade även en stadslägenhet i Wien.

## Vetenskapligt arbete
Lorenz är ihågkommen för sitt arbete med bendeformationer. Som ung kirurg under 1880-talet utvecklade han en allvarlig allergisk hudreaktion mot karbolsyra, en förening som användes i stor utsträckning i operationssalar. Även om detta hindrade honom från att utföra traditionella kirurgiska operationer, fortsatte han i läkaryrket med att som en "torr kirurg", behandla patienter utan att skära i hud eller vävnad. Därefter fick han smeknamnet "Wiens blodlösa kirurg". Hans tekniker blev kända som blodlös kirurgi, vilket återspeglar hans ickeinvasiva tekniker. Han var också rashygienist och hävdade att barn som föds för tidigt borde lämnas att dö i stället för att utveckla spastisk förlamning.
Lorenz var känd för sin behandling av medfödd förskjutning av höften hos barn. Hans teknik gick ut på att sätta patienten under lätt anestesi, placera barnet i en gipsställning som begränsade rörelse, för att sedan använda extern vändning tills barnets skada korrigerats. Han lade också till en specialiserad gångram för att ge patienten möjlighet till viss rörelse.
Han skapade en manipulativ behandling för klumpfötter, en process som innebar att sträcka eller bända senor, ligament och epifysplattor tills foten var korrekt inriktad. När justeringen var uppnådd applicerade han ett gips så att foten läkte i rätt position. 
Genom användning av dragkraft och block utvecklade Lorenz en mekanism för behandling av skolios.
Genom sin berömmelse inom ortopedi blev han bekant med flera dignitärer, såsom USA:s president Theodore Roosevelt. Under sina resor i USA gjorde han en inspirerande utställning i Dallas, en utställning som blev en katalysator i skapandet av Texas Baptist Memorial Sanitarium, senare känd som Baylor University Medical Center och Baylor Health Care System.

## Utmärkelser och hedersbetygelser
- Goethemedaljen för konst och vetenskap,  1944

[Redigera Wikidata]